# 渡会正純
渡会 正純（渡會 正純、わたらい しょうじゅん、1947年 - ）は、日本の教育者、僧侶。
大学非常勤講師、社会福祉法人専務理事、大本山總持寺祖院副寺などを歴任。

## 来歴
北海道生まれ。少年工科学校9期。1973年、駒澤大学大学院修士課程修了。鶴見女子中学・高等学校教諭の傍ら東邦音楽大学非常勤講師、金沢工業大学穴水湾自然学苑非常勤講師を経て、足利工業大学非常勤講師を歴任。曹洞宗宗学研究員、大本山總持寺祖院副寺兼講師、社会福祉法人諸岳会専務理事を務める。
著書に「直心是我師 - 自分らしく生きる禅語45」「無という生き方」「あったまる禅語」などがある。

## 著書
- 「国立国会図書館」を参照